# Theridion atratum
Theridion atratum là một loài nhện trong họ Theridiidae.
Loài này thuộc chi Theridion. Theridion atratum được Tord Tamerlan Teodor Thorell miêu tả năm 1877.